# Manuel Portaceli

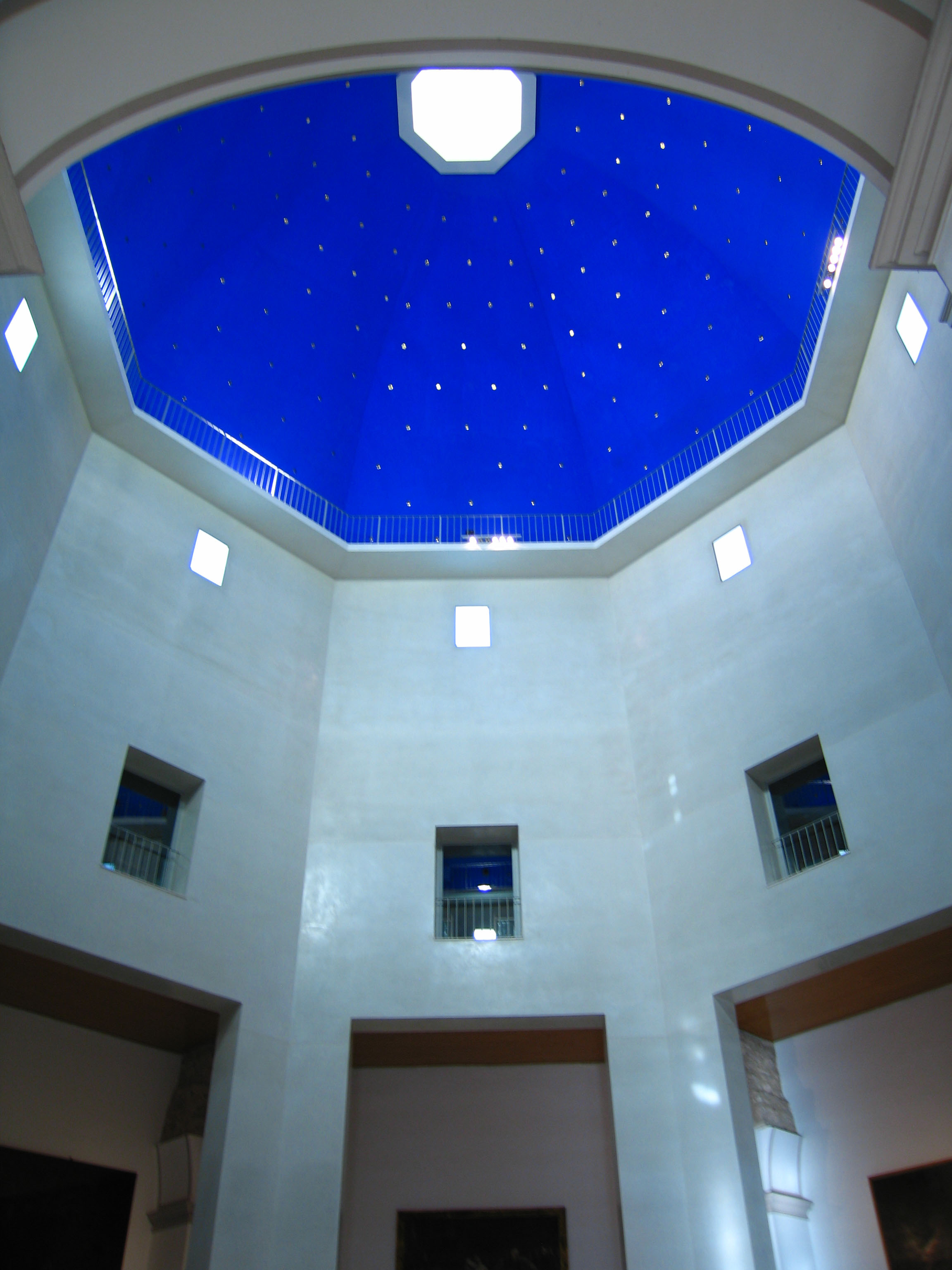
Cúpula. Vestíbulo del Museo S. Pío V

Manuel Portaceli Roig (Valencia, España, 1942) es un arquitecto valenciano, conocido sobre todo por la muy polémica restauración y rehabilitación del teatro romano de Sagunto.

## Biografía
Obtiene el título de arquitecto en la Escuela T. S. de Arquitectura de Barcelona, en 1970. Dos años más tarde es ya profesor de Historia de la arquitectura en la Universidad Politécnica de Valencia.
Obtiene becas para la docencia y la investigación en Milán y en Nueva York. Publica, a partir de 1985, numerosos artículos y trabajos en revistas especializadas y libros. Destacan sus proyectos de rehabilitación de edificios y monumentos históricos, como el Almudín de Játiva, el palacio del Marqués de Campo, las Atarazanas y el Museo San Pío V en Valencia. Sin duda, su obra más señalada, en parte por la polémica suscitada, es el proyecto de rehabilitación del teatro romano de Sagunto, llevado a cabo junto con el arquitecto italiano Giorgio Grassi.

## Obra
En su obra se pueden distinguir:

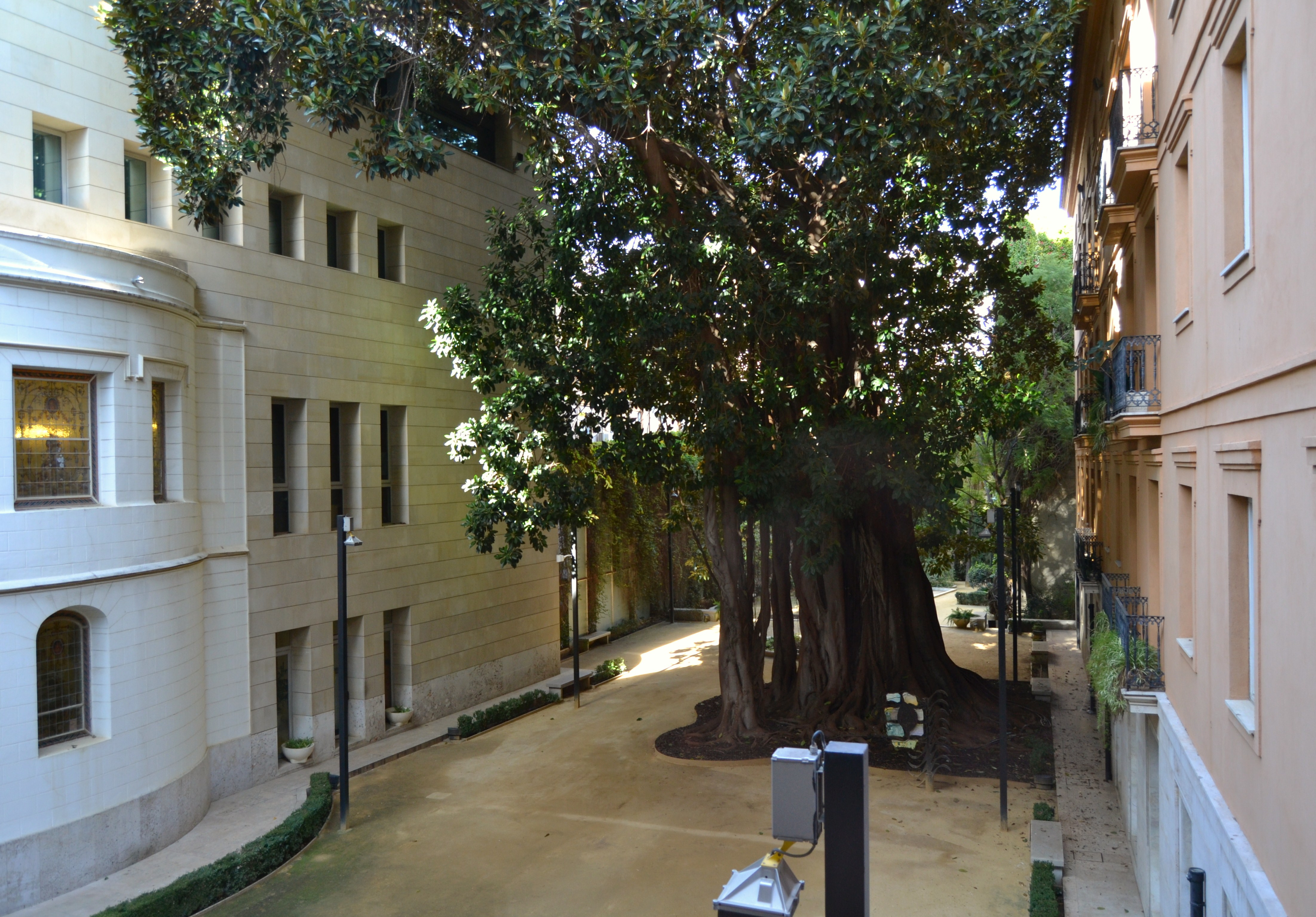
Jardín interior del Palacio de Benicarló

- Proyectos de viviendas, la mayoría en la Comunidad Valenciana, como la Casa-estudio Manolo Valdés, en Denia.
- Edificios docentes. Situados en la provincia de Valencia, como la Escola Gavina (Picaña), o los aularios para la Universidad de Valencia.
- Rehabilitaciones de edificios y monumentos históricos. Es este uno de los aspectos más destacados de la obra de Portaceli. Se pueden citar las rehabilitaciones siguientes:[5]
  - Almudín de Játiva (1983-1985)
  - Palacio del marqués de Campo (1985-1989), para su uso como Museo de la Ciudad, en Valencia
  - Atarazanas de Valencia (1979-1993)
  - Museo de bellas artes San Pío V (1985-1996), y su ampliación
  - Teatro romano de Sagunto (1985-1993)
  - Palacio de Benicarló (1988-1994), y su ampliación para sede de las Cortes Valencianas

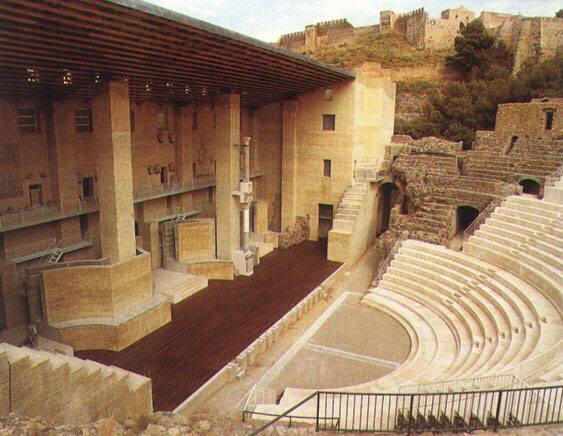
Teatro romano de Sagunto

  - Casa del Chavo (1998-2003)
  - Castillo de Sagunto (2002-2005)

## Premios
- 1985: Premio de Arquitectura del Colegio Oficial de Arquitectos de la Comunidad Valenciana (COACV), por la rehabilitación del Almudín de Játiva (junto con G. Grassi)[6]
- 1989: Premio de Arquitectura del Colegio Oficial de Arquitectos de la Comunidad Valenciana, por la rehabilitación del Palacio del Marqués de Campo de Valencia (junto con J. J. Estellés Ceba)[7]
- 1994: Premio Rehabitec`94 del Institut de Tecnologia de la Construcció de Catalunya, por la restauración de las Atarazanas de Valencia
- 1994: Primer premio Neues Museum de Berlín, para su restauración y articulación con otros museos de Berlín (junto con G. Grassi)[8]
- 1994: Finalista del premio Mies van der Rohe, por la restauración y rehabilitación del teatro romano de Sagunto  (junto con G. Grassi)[9]